# عبد المقصود خوجه
عبد المقصود محمد سعيد خوجه (1356- 1444 هـ / 1937- 2022 م) رجل أعمال وأديب سعودي، قاد العديد من الأنشطة الثقافية والاجتماعية في السعودية أبرزها تأسيسه منتدى الاثنينية الثقافي الأدبي. في مدينة جُدَّة عام 1403هـ/ 1982م الذي يحضُره العلماء والأدباء والمفكِّرون والصَّحَفيون من داخل السعودية وخارجها، وكُرِّم فيه قراية 500 عالم ومفكر وأديب منذ تأسيسه. شغل خوجه العديد من المناصب الحكومية قبل أن يتجه إلى الأعمال الحرَّة. منحته رابطة الأدب الحديث بالقاهرة الزمالة الفخرية تقديرًا لجهوده في رعاية الحركة الأدبية والفكرية في المملكة، وكرَّمَت وِزارة الإعلام الاثنينيةَ عام 2010، على أنها مؤسسة ثقافية ذات أثر.

## ولادته وتعليمه
وُلد عبد المقصود بن محمد سعيد خوجه في مكة المكرَّمة، بتاريخ 8 ربيع الأول 1356هـ الموافق 18 مايو (أيَّار) 1937م. تلقَّى تعليمه الأوَّلي في مدارس الفلاح بمكة المكرمة، ثم أكمل تعليمه في المعهد العربي الإسلامي بدمشق.

## حياته العملية
شغل عبد المقصود خوجه العديد من المناصب الحكومية السعودية، منها مندوب الديوان الملكي السعودي إلى المفوضية السعودية ببيروت، وبعدها بالمكتب الصَّحَفي بالسِّفارة السعودية هناك، ومدير المكتب الخاصِّ للمديرية العامَّة للإذاعة والصِّحافة والنشر بجُدَّة قبل إنشاء وِزارتي الثقافة والإعلام في السعودية. 
وشغل أيضًا منصب مدير الإدارة العامَّة للصِّحافة والإذاعة والنشر بجدة. وفي عام 1383هـ/ 1964م استقال من العمل الحكومي واتجه إلى الأعمال الحرَّة، وأسَّس عدَّة شركات في مجال أعمال البناء والمقاولات والصناعة، منها (مجموعة خوجه) المختصَّة بتطوير المشاريع السكنية.

## نشاطه الثقافي
تنوَّعت أنشطة عبد المقصود خوجه الثقافية تحت مظلَّة منتدى الاثنينية الثقافي الأدبي الذي يُقام مساء كل اثنين في دارته بجُدَّة، وكان أسَّسه للاحتفاء برموز العلم والفكر والأدب والشعر منذ عام 1982، كرَّم فيه أسماء مهمَّة لمعَت في مجالات العلم والثقافة والفكر والأدب مثل زكي قنصل من الأرجنتين، والشيخ أبو الحسن النَّدْوي من الهند، والشيخ أحمد ديدات من جنوب إفريقيا، وألكسي فاسيليف من روسيا، وأوليق بريسيسلين، والسفير بنيامين بوبوف. وكرَّمت الاثنينية أيضًا: عبد العزيز المسند، وعدنان النحوي، وإبراهيم العواجي، محمد خير البقاعي، حسن عبد الله قرشي، محمد بن الحبيب بن الخواجة، محمد مهدي الجواهري، سمير سرحان، مصطفى الزرقاء، كما احتفت بالشخصيات النسائية البارزة مثل: صفية بن زقر، حياة سندي، مريم البغدادي، وخولة الكريع. ومن خلال هذه التكريمات يتم توثيق اللقاءات مع الشخصيات المكرمة وطباعتها في سلسلة، وبلغ مجموع إصدارات الاثنينة أكثر من 185 مجلدًا،، كما اهتم بجمع وتوثيق الأعمال الأدبية للأدباء السعوديين القدامى، وقدمها للقراء المهتمين مجانًا، حيث أن جميع إصدارات الاثنينية مجانية لا تُباع.

## عضوياته
كان عبد المقصود خوجه عضوًا في:
| العضوية                      | الجهة                                                         |
| ---------------------------- | ------------------------------------------------------------- |
| عضو مجلس إدارة وعضو مجلس شرف | نادي الفروسية بجدة.                                           |
| عضو شرف                      | النادي الثقافي الأدبي بجدة.                                   |
| عضو شرف                      | نادي مكة الثقافي الأدبي.                                      |
| عضو مجلس                     | إدارة النادي العلمي السعودي.                                  |
| عضو مجلس                     | إدارة جريدة "الندوة" بمكة المكرمة.                            |
| عضو مؤسس                     | مؤسسة عسير للصحافة والنشر - جريدة "الوطن" بأبها.              |
| عضو مؤسس                     | وعضو مجلس الأمناء بمؤسسة الفكر العربي.                        |
| عضو شرف                      | نادي الوحدة الرياضي بمكة المكرمة.                             |
| عضو شرف                      | نادي الجبلين الرياضي بحائل.                                   |
| عضو شرف                      | نادي الطائي الرياضي بحائل.                                    |
| عضو شرف                      | نادي الربيع الرياضي بحائل.                                    |
| عضو شرف                      | نادي حراء الرياضي بمكة المكرمة.                               |
| عضو جمعية                    | رعاية الأطفال المعاقين بالرياض.                               |
| عضو مؤسس                     | جمعية رعاية الأطفال المعاقين بالغربية.                        |
| عضو مؤسس                     | مركز الأمير سلمان لأبحاث الإعاقة.                             |
| عضو                          | الجمعية الخيرية بالمدينة المنورة.                             |
| عضو شرف                      | جمعية البر بجدة.                                              |
| عضو جمعية                    | البر بمكة المكرمة.                                            |
| عضو الجماعة                  | الخيرية لتحفيظ القرآن الكريم بجدة.                            |
| عضو مؤسس                     | لجمعية رعاية الأيتام بمكة المكرمة.                            |
| عضو مؤسس                     | لنادي الصم بجدة.                                              |
| عضو مجلس                     | الأمناء بمدارس الفكر بجدة.                                    |
| عضو المجلس                   | الاستشاري الشرفي لكلية عفت.                                   |
| عضو المجلس                   | الفخري لمؤسسة البيان للتعليم بجدة.                            |
| عضو الجمعية                  | العمومية مؤسسة العلم الخيرية.                                 |
| عضو شرف                      | المجمع العلمي العالي للعلوم الإسلامية والعربية العالية بدمشق. |
| عضو مؤسس                     | وعضو مجلس إدارة مكتبة الملك فهد الوطنية.                      |
| عضو شرف                      | رابطة الأدب الإسلامي العالمية.                                |
| عضو رابطة                    | الأدب الحديث بالقاهرة.                                        |
| عضو مجلس                     | شرف مركز جدة للعلوم والتكنولوجيا.                             |
| عضو مؤسس                     | ونائب رئيس جمعية أصدقاء القلب الخيرية.                        |
| عضو جمعية                    | طب الأنف والأذن والحنجرة بجدة.                                |
| عضو جمعية                    | أصدقاء مرضى السكر.                                            |
| عضو مجلس                     | جمعية أصدقاء مرض الزهايمر بمنطقة مكة المكرمة.                 |
| عضو مؤسس                     | لمركز مكة الطبي.                                              |
| عضو مجلس                     | إدارة مركز غسيل الكلى الخيرية بمكة المكرمة.                   |
| عضو جمعية                    | إبصار الخيرية.                                                |
| عضو شرف جمعية                | أصدقاء المرضى بمكة المكرمة.                                   |
| عضو مؤسس                     | للبنك السعودي الأمريكي.                                       |
| عضو مجلس                     | الآثار الأعلى.                                                |
| عضو مؤسس                     | مركز تاريخ مكة المكرمة.                                       |
| عضو شرف                      | لجنة أصدقاء المتحف القومي.                                    |
| عضو شرف                      | صندوق دعم الحياة الفطرية.                                     |
| عضو الجمعية العمومية         | مركز الأمير سلمان الاجتماعي.                                  |
| عضو                          | اللقاء الوطني الثاني للحوار الفكري بمكة المكرمة 1424هـ/2003م. |
| عضو الجمعية التأسيسية        | جمعية أصدقاء المجتمع الخيرية.                                 |
| عضو مؤسس                     | مركز خالد الفيصل لإعداد القيادات.                             |
| عضو مجلس                     | جائزة مكة للتميز في دورتها الأولى.                            |

## وفاته
توفي عبد المقصود خوجه في أحد مستشفيات أمريكا، يوم السبت 22 المحرَّم 1444هـ الموافق 20 أغسطس (آب) 2022م.

## وصلات خارجية
- اثنينية عبد المقصود خوجه.